# آماندا کوتزر
آماندا کوتزر (به انگلیسی: Amanda Coetzer)، زادهٔ ۲۲ اکتبر ۱۹۷۱ میلادی در آفریقای جنوبی، تنیس‌باز زن حرفه‌ای بوده که در سال ۲۰۰۴ بازنشسته شد.
او در سال ۱۹۹۲ جزء ۲۰ زن برتر تنیس‌باز دنیا به حساب می‌آمد و برای ۱۰ سال جایگاه خود را در این رده‌بندی حفظ کرد و در سال ۱۹۹۷ جزء سه زن برتر تنیس‌باز قرار گرفت. به علت جثهٔ کوچک او و پیروزی‌هایش در مقابل حریف‌های بهتر از خود، لقب «آدم‌کش کوچک» را به او دادند.
او بازی کردن تنیس را از سن شش سالگی آغاز کرد.